# Когда расходится туман
«Когда расходится туман» — советский драматический приключенческий фильм 1970 года, снятый по мотивам одноимённой повести Анатолия Клещенко.

## Сюжет
Байкальская тайга. Егеря Петра увольняют за то, что однажды он стал свидетелем браконьерства высокопоставленного чиновника и не закрыл на это глаза. Ему приходится вернуться домой к отцу, который работает бакенщиком, матери и младшему брату. Выясняется, что младший брат, Генка, промышляет незаконным ловом рыбы. Пётр, верный своим служебным привычкам, осуждает противозаконные действия своего брата и вступает с ним в конфронтацию. В это время в их село приезжает группа учёных-паразитологов, в одного из которых, девушку Элю, оба брата влюбляются

## В ролях
- Виктор Авдюшко — Пётр Дьяконов, егерь
- Людмила Хитяева — Надежда, жена Петра
- Леонид Кмит — Прокопий Фёдорович, отец Петра и Геннадия Дьяконовых
- Кирилл Столяров — Генка Дьяконов, младший брат Петра, браконьер
- Лариса Виккел — Эля, учёный-паразитолог
- Александра Данилова — Мария Григорьевна, мать Петра и Геннадия Дьяконовых
- Сергей Голованов — Михаил Венедиктович, начальник экспедиции
- Юрий Леонидов — Сергей Сергеевич, учёный-паразитолог
- Раиса Куркина — Вера Николаевна, старший научный сотрудник
- Юрий Назаров — Худоногов Михаил, браконьер
- Виктор Колпаков — Тихоныч «Ондатра», главный браконьер
- Юрий Киреев — Тимоха, браконьер
- Всеволод Сафонов — Мыльников

## Съёмочная группа
- Автор сценария — Сергей Столяров
- Постановка — Юрия Вышинского
- Операторы-постановщики — Николай Большаков, Пётр Терпсихоров
- Художник-постановщик — Василий Голиков
- Композитор — Алексей Муравлёв
- Звукооператор — Роман Берз
- Дирижёр — Марк Эрмлер
- Текст песен — Юрий Полухин

## Производство и премьера
Лента снималась в селе Шаманка Иркутской области, там же позднее снимали картину «Шаман» (1996). Премьера фильма состоялась 17 июля 1972 года. Сценарий ленты написан непрофессионалом: Сергеем Столяровым — актёром, который скончался за несколько месяцев до окончания работы над картиной и за два с половиной года до её премьерного показа. В одной из главных ролей снялся его сын, Кирилл.